# Ska-P
Ska-P är ett spanskt ska-punkband, grundat i Vallecas i Madrid 1994. Bandet politiska ställning anses stå långt till vänster och deras låtar handlar bland annat om antifascism, antisionism, solidaritet och jämlikhet. Ett annat utmärkande drag hos Ska-P är dess drogliberalism.
I februari 2005 meddelade bandmedlemmarna att de skulle ta en paus från Ska-P. Deras avskedsturné avslutades med en spelning i Buenos Aires i oktober 2005. Den 24 september samma år fylldes La Cubierta Stadiums 10 000 platser då bandet hade sin avskedskonsert i Madrid. Bandet meddelade i slutet av april 2008 att de har börjat öva igen och planerar ett nytt album.

## Medlemmar
- Pulpul (Roberto Gañan Ojea) - Kompgitarr och sångare (1994)
- Pipi (Ricardo Degaldo de la Obra) - Dans och sång (1996), The Locos
- Joxemi (Jose Miguel Redin Redin) - Gitarr (1996)
- Julio (Julio Cesar Sanchez) - Elbas (1994)
- Kogote (Alberto Javier Amado) - Klaverinstrument och sång (1994)
- Luismi - Trummor (1999)
- Pako - Manager, tidigare trummor (1994)
- Toni - Gitarr och sång (1994)
- Chiquitin (Alberto Iriondo) - Trumpet
- Gari (Garikoitz Badiola) - Trombon

## Diskografi

### Studioalbum
- 1994 - Ska-P
- 1996 – El Vals Del Obrero
- 1998 – Eurosis
- 2000 – Planeta Eskoria
- 2002 – ¡¡Que corra la voz!!
- 2003 – Incontrolable
- 2008 – Lágrimas y Gozos
- 2013 – 99%
- 2018 – Game Over
- 2023 – Seguimos

### Livealbum
- 2000 - En Concierto
- 2004 - Incontrolable
- 2016 - Live In Woodstock Festival